# Emma Nutt
Emma Mills Nutt (1860–1915) fue la primera telefonista en el mundo al comenzar a trabajar, el 1° de septiembre de 1878, para la Edwin Holmes Telephone Despatch Company (o la Boston Telephone Dispatch Company) en Boston, Massachusetts.

## Vida y carrera
En enero de 1878, la Boston Telephone Dispatch Company comenzó a contratar muchachos como operadores de telefonía operators, siendo el primero de ellos un joven de nombre George Willard Croy. Los muchachos (incluyendo al parecer al propio esposo de Emma) eran muy eficiente como operadores de telegrafía, pero les resultaba muy difícil adaptarse para el contacto telefónico en vivo, donde se requería mayor paciencia y las bromas e insultos no estaban permitidos, por ello es que la compañía comenzó a contratar mujeres para esa tarea. Fue entonces que el 1° de septiembre de 1878, Emma fue ocntratada, comenzando una carrera que se prolongó entre 33 y 37 años, terminando con su jubilación en algún momento entre 1911 y 1915. Unas pocas horas después de empezar con su trabajo, su hermana, Stella Nutt, se convirtió en la segunda operadora telefónica del mundo, convirtiéndose así en las primeras hermanas operadoras de telefonía en la historia. A diferencia de Emma, Stella sólo permaneció en ese puesto por unos pocos años.
La respuesta de los clientes a su voz suave, paciente y educada fue muy positiva, lo que aceleró el reemplazo de los operadores hombres por mujeres. En 1879 había muchas más mujeres telefonistas: Bessie Snow Balance, Emma Landon, Carrie Boldt, y Minnie Schumann, las primeras telefonistas de Míchigan.
Emma fue contratada por Alexander Graham Bell, quien tiene el crédito de haber inventado el primer teléfono funcional; al parecer cambió su trabajo desde una oficina de telégrafos local. Emma ganaba un salario mensual de USD 10 por una semana de 54 horas. Al parecer, podía recordar todos los números del directorio telefónico de la Compañía de Teléfonos y Telégrafos de Nueva Inglaterra.
Para ser telefonista, una mujer tenía que ser soltera  y tener entre 17 y 26 años. Tenía que tener buena presencia, y brazos suficientemente largos para alcanzar la parte más alta del conmutador. Como en muchas otras actividades de aquella época, las compañías telefónicas discriminaban a grupos étnicos. Por ejemplo, a mujeres afroamericanas y judías no se les permitía realizar este trabajo.

## Conmemoración

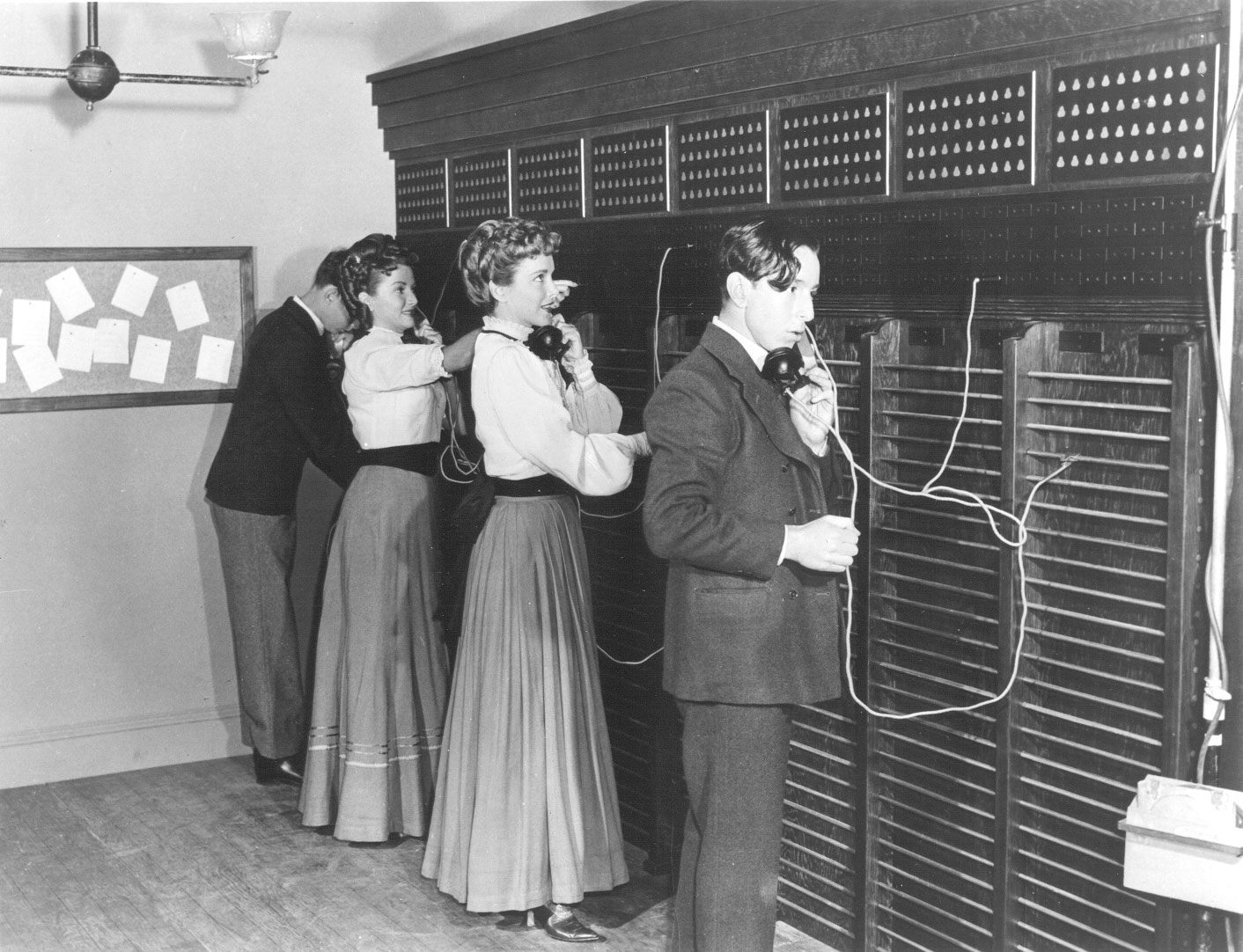
Emma M. Nutt levantando el teléfono que la convirtió en pionera de las operaciones telefónicas.

'EMMA', un sistema de atención mediante sintetizador de voz, creado por Preferred Voice Inc y Philips Electronics NV fue así llamado en su honor.
El 1° de septiembre se celebra el Día de Emma M. Nutt.